# Весільна змія
Весільна змія (Dryocalamus) — рід неотруйних змій родини Вужеві. Має 6 видів.

## Опис
Загальна довжина цього роду коливається від 30 до 71 см. Голова овальної форми, сплощена. Тулуб циліндричний, тонкий, сплощений. Очі великі з вертикальними зіницями. Хвіст довгий.
Забарвлення коричневе або чорне з різними відтінками. На голові або з її боків розташовується пляма жовтого або білого кольору, яка нагадує фату нареченої. Звідси походить назва цих змій. Також плями, кільця світлого кольору тягнуться від шиї до кінчика хвоста. Черево кремового, білого або жовтого кольору.

## Спосіб життя
Полюбляють тропічні ліси. Практично усе життя проводять на деревах. Активні вночі. Харчуються ящірками, земноводними та дрібними птахами.
Це яйцекладні змії. Самиці відкладають до 10 яєць.

## Розповсюдження
Мешкають у Південній та Південно-Східній Азії.

## Види
- Dryocalamus davisonii
- Dryocalamus gracilis
- Dryocalamus nympha
- Dryocalamus philippinus
- Dryocalamus subannulatus
- Dryocalamus tristrigatus